# Scopula umbelaria
Scopula umbelaria är en fjärilsart som beskrevs av Jacob Hübner 1809-1813. Scopula umbelaria ingår i släktet Scopula och familjen mätare. Inga underarter finns listade.

## Bildgalleri

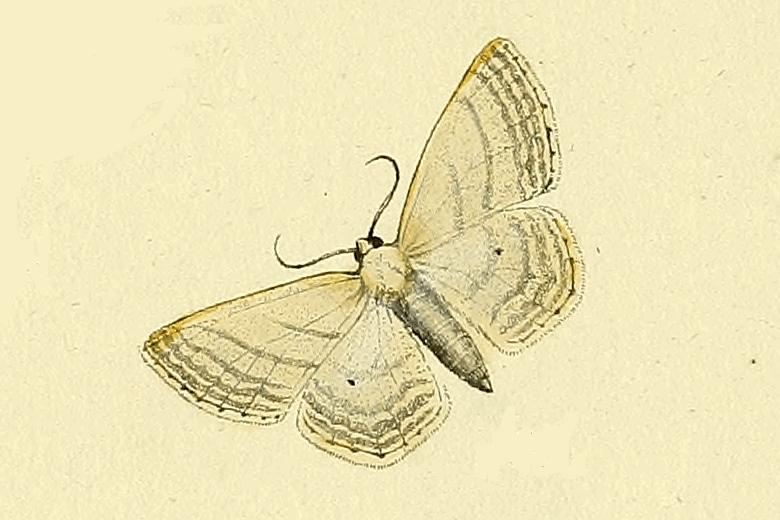